# Linh dương sừng thẳng tai rìa
Linh dương sừng thẳng tai rìa (danh pháp ba phần: Oryx beisa callotis) là một phân loài của loài linh dương sừng thẳng Đông Phi. Đây là một trong những loài động vật sa mạc, chúng đã tiến hóa để có khả năng trữ nước bằng cách tăng nhiệt độ cơ thể và lấy nước từ thức ăn, bằng cách này chúng không cần phải uống nước.

## Phân loại
Ban đầu nó được mô tả như một loài riêng biệt bởi ông Oldfield Thomas vào năm 1892, nhưng sau đó nó đã được đánh giá lại là một phân loài của linh dương sừng thẳng Đông Phi theo như quan điểm của Richard Lydekker năm 1912. Gần đây, với công nghệ phân tích sử dụng các khái niệm loài phát sinh loài ngày càng hiện đại và tân tiến đã khiến một số tác giả kết luận rằng nó nên được trở về trạng thái loài đầy đủ như vốn dĩ ban đầu của nó với danh pháp là Oryx callotis.
Trong một nghiên cứu khác, nhằm lưu ý sự khác biệt di truyền giữa các loài Oryx, dạng nhân tế bào của những loài Oryx và phân loài – cụ thể là O. gazella, O. b. beisa, O. b. callotis, O. dammah và O. leucoryx – được so sánh với kiểu nhân tế bào chuẩn của Bos taurus. Số lượng nhiễm sắc thể thường trong tất cả nhân tế bào là 58. Nhiễm sắc X và Y được bảo tồn cho cả năm loài.

## Phân bố
Loài linh dương sừng thẳng tai rìa chỉ được tìm thấy ở miền đông nam Kenya và miền đông bắc của Tanzania. Mặc dù trước đó chúng không được tìm thấy trong ranh giới ngày nay của các công viên quốc gia Serengeti, những đàn dê rừng đã bắt đầu di chuyển vào khu vực đó vào năm 1972, nơi chúng vẫn còn tồn tại. Chúng sinh sống ở đồng cỏ bán khô cằn, những khu vực trảng cây bụi, và keo rừng là những loại phổ biến nhất trong các khu vực có lượng mưa hàng năm chỉ từ 40 đến 80 cm (16–31 in) mỗi năm. Dự đoán của IUCN cho biết rằng chúng có thể sớm trở thành tình trạng hạn chế về số lượng dẫn đến công viên quốc gia và các khu vực được bảo vệ tương tự như vậy, do áp lực từ những kẻ săn trộm và mất môi trường sống do nông nghiệp ngoài khu vực đó. 

## Đặc điểm

### Tầm vóc
Cũng giống như những người anh em của nó, linh dương sừng thẳng tai rìa có những đặc điểm chung của loài linh dương sừng thẳng Đông Phi là ở chỗ Các giống dê rừng Đông Phi đứng chỉ cao hơn một mét tính đến vai và nặng khoảng 175 lb (79 kg). Mặt khác, linh dương sừng thẳng tai rìa là một phân loài linh dương với ngoại hình tương đối cơ bắp với thân hình ngắn và săn chắc cộng với đôi chân thon thả. Con đực trưởng thành có chiều dài từ 153–170 cm (60–67 in) chiều dài đầu và cơ thể, với một cái đuôi dài từ 45–50 cm (18–20 in), và có chiều cao khi đứng là từ 110–120 cm (43–47 in), chiều cao tính đến vai. Con đực nặng hơn con cái với trọng lượng từ 167–209 kg (368-461 lb), so với 116–188 kg (256-414 lb) đối với con cái, nhưng cả hai giới không khó để phân biệt vì chúng có hình dạng khác nhau.
Chúng có những chiếc sừng. Những chiếc sừng của chúng dài từ 76–81 cm (30–32 in) và gần như thẳng, chỉ với một đường cong nhẹ về phía sau. Không giống như ở hầu hết các loài linh dương trong phân họ Hippotragine khác, nhưng cũng giống như những người anh em trong nhóm oryxes khác, những cá thể của loài linh dương sừng thẳng tai rìa là song song với bề mặt trên của mõm của con vật. Những chiếc sừng này cũng tương tự như ở con đực và con cái và có trung bình mười sáu vòng quanh nửa dưới, trước khi thuôn nhọn một cách thông suốt.

### Bề ngoài

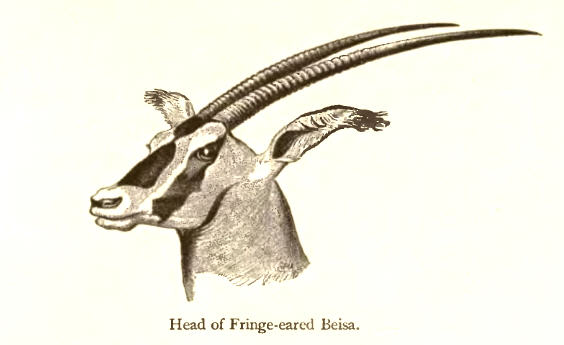
Ký họa về một con linh dương sừng thẳng tai rìa

Chúng có một lớp lông khoác màu xám nâu với một mặt dưới màu trắng, cách nhau từ màu xám bởi một sọc đen, sọc đen nơi người đứng đầu gắn vào cổ, dọc theo mũi, và từ mắt đến miệng và trên trán. Bờm là nhỏ và hạt dẻ màu, sừng bao bọc mỏng và nhìn chung là thẳng. Chúng được tìm thấy ở cả hai giới và thường đo được khoảng từ 75–80 cm (30–31 in). Những bộ lông là có nên màu trên gần như toàn bộ cơ thể, với một dải màu đen xuống hai cánh nâu vàng. Cũng có những dải màu đen ở mặt trước và phía bên của khuôn mặt, và kéo xuống cổ họng, trong khi cái mõm thì lại là màu trắng.
Chúng có một cái bờm tóc ngắn màu nâu, cũng như những túm lông đen trên móng guốc, ở phần cuối của đuôi, và trên tai. Đó là từ các tính năng mới nhất, duy nhất trong số các loại linh dương, mà các phân loài được đặt tên phổ biến ở đặc điểm này của nó. Tức là đây chính là loài linh dương có những chỏm lông ở rìa tai, tạo nên sự khác biệt chính vì vậy chúng còn được gọi là linh dương sừng thẳng tai rìa theo đúng nghĩa về những mô tả đặc điểm của phân loài linh dương này.

## Tập tính

### Chế độ ăn
Nhìn chung, các loài linh dương Đông châu Phi sống trong vùng bán sa mạc và thảo nguyên, nơi chúng sẽ ăn cỏ, lá cây, hoa quả và chồi. Chúng có khả năng trữ nước bằng cách tăng nhiệt độ cơ thể của họ (để tránh mất mồ hôi). Trong đó, hơn 80% trong khẩu phần của linh dương sừng thẳng tai rìa gồm các loại cỏ. Trong mùa mưa, chúng được bổ sung với các loại thảo mộc như hoa ban ngày và Indigofera, trong khi vào mùa khô, các loại linh dương này thay vì ăn các loại củ và thân của loài Pyrenacantha malvifolia và cây mọng nước khác giúp cung cấp cho các động vật một lượng nước nhất định. Bằng cách sử dụng các chiến lược sinh tồn như vậy, linh dương sừng thẳng tai rìa đã được biết đến rằng chúng có thể tồn tại cho đến một tháng mà không cần uống nước, mặc dù chúng sẽ sẵn sàng uống nước mỗi khi có cơ hội. Ngoài ra, chúng có khả năng đái ra nước tiểu đậm đặc, và tái hấp thụ một lượng nước đáng kể từ thức ăn của chúng.

### Cấu trúc bầy
Giống như những anh em của chúng, chúng tụ tập thành từng đàn từ năm đến khoảng 40 cá thể, thường là với con cái di chuyển ở phía trước và một con đực lớn bảo vệ từ phía sau. Một số con đực lớn tuổi thì đơn độc. Nghiên cứu theo dõi đài phát thanh cho thấy những con đực đơn độc thường đi kèm với nhau một thời gian ngắn bởi con cái để phối giống điều kiện, do đó, nó có thể xảy ra là chúng đang thực hiện một chiến lược để tối đa hóa cơ hội sinh sản của chúng.
Những con linh dương sừng thẳng tai rìa đi du cư trong các đàn du mục, thường gồm khoảng bốn mươi cá thể. Đàn bò có một loạt khu vực sinh sống trong phạm vi từ 300-400 km2 (120-150 dặm vuông), trong đó các động vật di chuyển bên trong tìm kiếm những thảm thực vật xanh. Hầu hết các thành viên trưởng thành của đàn là con cái, nhưng sẽ có một con là con đực chủ yếu là có trách nhiệm dẫn đường và định hình cho việc di chuyển của cả đàn. Khi chuyển đến nơi đã chọn duy nhất, những con đực chiếm ưu thế sẽ phi lên trước cả đàn phía sau, và tăng tốc độ hoặc làm chậm các con cái trước mặt của chúng cũng như ngăn chặn bất kỳ hành động nào mà cố gắng để di chuyển đi.
linh dương sừng thẳng tai rìa là một động vật xã hội. Trong đàn, động vật của cả hai giới thiết lập một mô hình rõ ràng của sự thống trị. Những thách thức để củng cố và kiểm tra hệ thống phân cấp này bắt đầu với động vật phi nước đại trong một vòng tròn rộng lớn với một cao trào nhảy lồng lồng (stepping) và vung đầu từ bên này sang bên kia. Những trận chiến đấu tích cực hơn bao gồm việc chủ yếu đụng độ với những cái sừng, mà còn liên quan đến việc húc mạnh với các sừng hoặc trán của chúng để xem ai cứng đầu hơn. Kẻ thua trong các trận đấu như vậy có thể bị đẩy trở lại một khu vực lên đến 30 mét (98 ft), nhưng các động vật không cố gắng để tử chiến nhau hoặc gây tổn thương nghiêm trọng mà chủ yếu là những cuộc chiến đấu nghi thức.

## Sinh sản
Việc sinh và nuôi con xảy ra trong suốt cả năm, mặc dù những con non có nhiều và thường sinh ra trong mùa khô hơn những lúc khác. Những con đực có thể hình thành vùng lãnh thổ mà trong đó chúng cố gắng để kiểm soát con cái, và ngăn chặn những con đực khác đến giao phối vụng trộm với con cái thuộc sở hữu của chúng, nhưng chiến thuật này đáp ứng với chỉ thành công hạn chế, vì vậy mà ngay cả những con đực không có lãnh thổ vẫn có một số cơ hội giao phối. Chúng sinh một con duy nhất được sinh ra sau một thời gian mang thai khoảng chín tháng, và cân nặng khoảng 9 đến 10 kg (20 và 22 lb) khi sinh.
Khi mang thai và sinh đẻ, con mẹ sẽ tách rời đàn, chúng di chuyển ra khỏi đàn trước khi sinh, và giữ cho trẻ sơ sinh của nó ẩn nấp cho đến ba tuần, trước khi tái nhập đàn ngay sau đó. Chúng có khả năng sinh sản một lần nữa gần như ngay lập tức, và do đó có thể cung cấp cho viêc sinh đẻ mỗi mười một tháng trong trường hợp có điều kiện thật là lý tưởng. Những con non sẽ trưởng thành tình dục tức là quá trình động dục vào khoảng 18-24 tháng tuổi. Trong điều kiện giam cầm nó đã sống cho đến 22 năm khi bị nuôi nhốt.

## Thiên địch
Những kẻ săn mồi thiên địch của linh dương sừng thẳng tai rìa bao gồm bao gồm sư tử, báo săn, và báo hoa mai là những động vật to lớn trong các loài mèo lớn. Những con linh dương sừng thẳng tai rìa đã được biết đến là sử dụng hố nước uống chung với các động vật móng guốc khác nhau, và chủ yếu vào ban ngày, để giảm thiểu nguy cơ bị ăn thịt, và để cung cấp cho thở mạnh báo cuộc gọi nếu bất kỳ động vật săn mồi tiềm năng được phát hiện. Dù sao thì nhiều con mắt quan sát vẫn tốt hơn và nếu có báo động chung thì từng cá thể sẽ tự khắc tẩu thoát khỏi mối nguy hiểm.
Nếu không như vậy thì chúng ăn cỏ trong buổi sáng sớm và buổi tối, nghỉ ngơi lại trong thời gian nóng trong ngày, và cũng chăn thả liên tục trong đêm. Chúng cũng dành một thời lượng đáng kể về mặt thời gian để chải chuốt cho nhau với hàm răng và lưỡi của chúng, và kết quả là đã được báo cáo là bị nhiễm bệnh ít hơn với sự tấn công của bọ ve so với các động vật khác cùng loại như linh dương đầu bò, khi mà những loài vật này chúng chải lông cho nhau ít thường xuyên hơn linh dương sừng thẳng tai rìa.